# 2025年達卡殲-7BGI戰鬥機墮毀事故
孟加拉標準時間2025年7月21日13時12分，一架隸屬孟加拉空軍的殲-7BGI戰鬥機因機械故障，在嘗試降落英雄AK·坎德克空軍基地時失事，墜落在首都達卡烏塔拉的里程碑學院校園內。當時校內學生正在上課。事件造成33人喪生，另有173人受傷。

## 背景
殲-7BGI是殲-7的教練機型，於2013年推出，由成都飛機工業公司專為孟加拉空軍研製。
這宗事故是自2008年一架殲-7戰鬥機在達卡墜毀、造成機師身亡以來，孟加拉發生的第二宗同型戰機墜機事件。

## 事故
孟加拉標準時間2025年7月21日13時06分，一架孟加拉空軍的殲-7BGI戰鬥機從英雄AK·坎德克空軍基地起飛。駕駛員、空軍中尉陶奇爾·伊斯蘭正進行他首次的單人飛行。起飛後不久，飛機即出現故障。機體失去反應並失速，他無法再操控飛行。控制塔曾指示他彈射逃生，但因高度過低，未能執行。根據三軍公共關係處的說法，他嘗試將機體引導至迪亞巴里一帶的空地，但未能成功。
一段閉路電視畫面記錄戰鬥機墜毀經過。飛機撞向里程碑學院海德爾·阿里大樓的正門，從一樓一側衝入，再從另一側穿出。他當時仍有生命跡象，隨即由直升機送往達卡綜合軍事醫院的心臟深切治療部，惟最終傷重不治。
事故發生時，正值課堂時間，學校即將放假。戰鬥機首先撞上校內七層高的第7座大樓屋頂，隨後墜入海德爾·阿里大樓，當時樓內有逾百名中小學生。衝擊造成大門位置炸出巨洞，並引發火警。目擊者形容聽到巨響，現場冒出濃煙與大量灰燼。
孟加拉消防和民防部表示，其救援隊伍於13時22分抵達現場。當局出動9隊消防單位及6部救護車，並調派孟加拉邊防部隊2個排進行區域封鎖及協助搜救行動。一列達卡地鐵列車亦被臨時用作運送傷者前往醫院。有關部門亦在現場收集到多個學生的書包、鞋子及身份證。機體殘骸已於7月21日深夜前完成清除工作。

## 傷亡
事故已造成至少32人罹難，包括29名學生、2名教師及機師陶奇爾·伊斯蘭。有傳媒報道指實際死亡人數高達100至200人，但被有關方面隱瞞。為釐清實況，學校於7月23日成立一個六人調查委員會，統計死者、傷者及失蹤人數。里程碑學院校長哈蒂賈·阿赫特表示，家屬至今已通報有5人失蹤。
至少有173人正接受治療，當中多人燒傷，至少25人情況危殆。國家燒傷及整形外科研究所接收逾60名傷者，另有28人被送往達卡綜合軍事醫院。參與搜救的14名陸軍士兵、一名警員及一名消防員亦在行動中受傷。
一名教師多次衝入起火教室，成功救出逾20名學生，最終因嚴重燒傷於醫院不治身亡。
為進一步掌握學生、教職員及家長的傷亡情況，里程碑學院另設立一個七人調查小組。對6具身份無法確認的遺體，已進行DNA鑑定。
孟加拉空軍於7月22日在英雄AK·坎德克空軍基地為已故機師舉行軍事葬禮。儀式由陸軍參謀長瓦克爾·烏茲·扎曼上將、內政顧問賈漢吉爾·阿拉姆·喬杜里，以及海軍與空軍總司令出席。陶奇爾其後安葬於拉傑沙希，喪禮祈禱儀式則在解放紀念體育場舉行。
孟加拉國首席顧問穆罕默德·尤努斯宣佈，將預留烏塔拉12號市政墓園一部分土地，作為罹難者安葬地點。

## 調查
孟加拉三軍公共關係處發表聲明指，孟加拉空軍已成立高層調查委員會，釐清事故成因。聲明指出，墜機起因是機械故障，並強調機師在失事前「盡一切努力，試圖將飛機從人口密集區引導至人煙較稀疏地帶」以減少傷亡。
空軍參謀長哈桑·馬哈茂德·汗於7月22日會見傳媒時重申，事故源於技術問題，並否認有隱瞞真實死亡數字。他表示，空軍將持續支援所有傷者，直至其完全康復。
同日，高等法院亦要求政府成立一個專責技術事故調查的委員會。

## 反應

### 國內
孟加拉政府將2025年7月22日定為全國哀悼日，並指示全國機構孟加拉國旗下半旗致哀。首席顧問穆罕默德·尤努斯透過Facebook發表視頻講話，對墜機事故表示深切哀悼，並承諾展開全面調查。政府同時設立專屬緊急熱線，供受害者及家屬查詢及求助。
多位政府顧問及政界人士，包括孟加拉國民族主義黨秘書長米爾扎·法赫魯爾·伊斯蘭·阿拉姆吉爾，前往國家燒傷及整形外科研究所探望傷者並致以慰問。全國公民黨亦取消原定於7月22日舉行的集會，多位高層領導隨即趕赴達卡應對事件。
孟加拉板球運動員沙基布·哈桑與塔米姆·伊克巴爾，以及巴基斯坦球星沙欣·阿夫里迪等多名體育界代表，均對事件深表關注與不安。本地多位文化與網絡名人，包括巴帕·馬祖姆德爾、阿什法克·尼普恩及薩爾曼·穆克塔迪爾等，亦在社交平台表達哀悼與悲痛之情。

### 國際
多國政府、元首及駐孟使館，包括阿塞拜疆、中華人民共和國、印度、日本、科威特、馬爾代夫、巴基斯坦、俄羅斯、瑞士、土耳其、阿聯酋、美國、英國、梵蒂岡、歐盟及聯合國，均對孟加拉墜機事故表示震驚，並向死傷者及其家屬致以深切慰問。
印度政府派出兩名燒傷專科醫生、一隊護士及醫療器材支援達卡的前線救治工作，新加坡亦派出一名醫生及兩名護士前往協助。中華人民共和國及日本政府則提出提供醫療援助，協助治療燒傷傷者。

## 爭議

### 在達卡上空進行空軍訓練
多名航空專家及飛行員對軍方長期以來在高度密集的達卡上空進行訓練飛行表達強烈不滿與關注。航空評論員卡齊·瓦希杜勒·阿拉姆指出，此類訓練特別是在鄰近同時服務軍民航班的沙阿賈拉勒國際機場一帶，風險極高。他補充，飛行員經常需在起飛後急速爬升，以避開路線上的高樓林立，這已構成對航空安全規範的直接挑戰。孟加拉國民族主義黨領袖魯胡勒·卡比爾·里茲維質疑空軍在密集住宅區上空執行飛行操作的合理性與必要性。
對此，空軍元帥哈桑·馬哈茂德·汗回應稱，在首都達卡維持一個具實力的空軍基地，對國家安全屬關鍵戰略考量，並呼籲社會大眾切勿「被謠言動搖國防支柱——孟加拉空軍的地位」。
此外，外界亦質疑空軍持續沿用事故頻仍的殲-7型戰機。調查記者祖爾卡爾奈恩·薩爾·汗指出，出於經濟條件所限、既有設施兼容性，以及現代化戰機採購進展遲緩，空軍才不得不繼續依賴此過時型號。他亦點出，將軍營設於達卡市中心，連同在高風險航空路段設立大量建築物，反映城市規劃混亂，分區法規監管鬆散，亦助長風險累積。

### 不當行為指控與學生抗議
在7月22日，達卡里程碑學院的學生在校內發起示威，抗議當局對墜機事件的處理手法，並指控事故發生逾12小時後，現場仍被封鎖，家長與記者無法靠近。學生列出多項訴求，包括公佈準確死傷名單、空軍就教師疑遭現場人員襲擊公開致歉、向罹難學生家屬提供賠償、淘汰老舊戰機並引入新機型，以及全面檢討訓練程序與飛行區域規劃。他們亦指當局隱瞞真正死亡人數，惟首席顧問穆罕默德·尤努斯否認相關指控。
當日下午，法律顧問阿西夫·納茲魯爾與教育顧問喬杜里·拉菲庫爾·阿布拉爾到場與學生對話，認為訴求合理，並就教師疑遭襲事件回應指「政府感到遺憾，將敦促軍方採取應對行動」。然而，在持續的抗議下，兩人一度被困校園六小時，最終在警方協助下從後門離開。他們的車隊後來遇上封路，被迫折返，再經協調後方能於傍晚安全離開。
學生其後將示威行動擴展至孟加拉國秘書處大樓，要求看守政府高層問責，並對處理失當表示不滿。當中包括要求教育顧問阿布拉爾與教育秘書西迪克·祖拜爾辭職，批評兩人無法保障學生權益，處理手法缺乏透明度。同日稍後，政府宣佈祖拜爾已被撤職。示威期間爆發與安全部隊的衝突，造成包括學生、軍人與警員在內共80人受傷，並有車輛遭破壞。抗議浪潮亦蔓延至吉大港、錫爾赫特、庫米拉、傑索爾及迪納傑布爾等地的教育局辦公室。
事故影響下，全國原訂於7月22日及24日舉行的高級中學證書考試宣佈延期，改至8月17日及19日舉行。

## 外部鏈接
- 航空安全网上的事故资料